# Поздняков, Александр Николаевич (кинематографист)
Алекса́ндр Никола́евич Поздняко́в (род. 30 марта 1952) — российский драматург, киновед и режиссёр. Заслуженный работник культуры Российской Федерации (2010).

## Биография
Родился в Ленинграде.
Окончил филологический факультет (английское отделение) ЛГУ и аспирантуру ЛГИТМиКа (история кино и ТВ). Преподавал историю кино и кинодраматургию в  Институте культуры имени Крупской.
Участвовал в образовательных программах «Кино в США», выступал с лекциями в Университетах Беркли (США), Сандерленда (Великобритания) и других. Автор публикаций по истории кино, изобразительному искусству, музыке, краеведению.
С 1982 года работает на киностудии «Ленфильм» редактором, экспертом-консультантом, режиссёром. Один из ведущих клуба «КиноОко» на «Ленфильме».
Ведущий телепрограмм «Тихий дом», «Живые картинки», «Большой экран» и других.
С 1999 года автор радиопрограмм «Воскресный культпоход» на «Радио России-Санкт-Петербург».
Член Санкт-Петербургского Союза журналистов и Союза кинематографистов. Президент Петербургской Федерации кинопрессы. Член попечительского совета Высшей школы режиссёров и сценаристов в Санкт-Петербурге. Академии кино и телевидения.

## Звания и награды
- Почётный кинематографист России[3] (2002);
- заслуженный работник культуры Российской Федерации (30 декабря 2010 года) — за заслуги в области культуры и многолетнюю плодотворную работу[4];
- диплом в номинации «Персоналии» Гильдии киноведов и кинокритиков России (2016) — за книгу «Большой Герман» (2016)[5].

## Фильмография
Режиссёр
- 2007 — Свет в павильоне
- 2008 — Герман. По ту сторону камеры
- 2016 — Ёлка на берегах Невы
- 2018 — Большое плавание
- 2019 — Голоса в старых стенах
- 2020 — Волшебный фонарь Леонида Менакера